# Deutsche American-Football-Nationalmannschaft
Die deutsche American-Football-Nationalmannschaft der Herren ist eine Auswahl von deutschen Footballspielern unter Führung des AFVD. Sie gewann drei Mal die Europameisterschaft und ein Mal das Footballturnier bei den World Games.

## Geschichte
Bereits 1981, zwei Jahre nach Gründung des AFBD (einer der Vorgänger des AFVD), wurde eine Auswahl ins Leben berufen und gewann in Castel Giorgio gegen Italien. Die Nationalmannschaft nimmt seitdem mit wenigen Ausnahmen regelmäßig an den Europameisterschaften der EFAF (seit 2014 IFAF Europe) und den Weltmeisterschaften der IFAF teil.
Im Herbst 1989 sowie 2000 und 2001 war der AFVD Gastgeber einer Europameisterschaft. Während die deutsche Auswahl 1989 das Halbfinale und 2000 das Finale gegen Finnland verlor, konnte sie 2001 gegen ebendiesen Gegner in Hanau das Finale gewinnen (19:7) und damit das erste Mal Europameister werden.
Weitere Erfolge waren der Gewinn der World Games 2005 (20:6 gegen Schweden) in Duisburg und die Europameistertitel bei der EM 2010 in Frankfurt am Main und 2014 in Wien. Hinzu kommen weitere zweite und dritte Plätze bei diversen EM- und WM-Turnieren sowie die Silbermedaille bei den World Games 2017.
Aufgrund von Streitigkeiten und der Spaltung des Weltverbands IFAF nahm die deutsche Nationalmannschaft ab 2015 nicht mehr an Europa- und Weltmeisterschaften teil. Erst 2021 wurden die letzten finanziellen Fragen geklärt. Der AFVD meldete für die B-EM 2022/23. Diese gewann man ohne Spiel, da man für das Finale gesetzt war, der Finalgegner Israel aber nicht antreten konnte. Damit spielt die Nationalmannschaft nach langer Pause erstmals in Oktober 2024 im Rahmen der EM 2024/25.

## Teilnahmen an internationalen Wettbewerben

### Teilnahmen an Weltmeisterschaften
| 1999 | Italien     | nicht teilgenommen |
| 2003 | Deutschland | 3. Platz           |
| 2007 | Japan       | 3. Platz           |
| 2011 | Österreich  | 5. Platz           |
| 2015 | USA         | nicht teilgenommen |

### Teilnahmen an Europameisterschaften
| 1983 | Castel Giorgio, Italien | 3. Platz           |
| 1985 | Italien                 | 3. Platz           |
| 1987 | Finnland                | 2. Platz           |
| 1989 | Deutschland             | 3. Platz           |
| 1991 | Finnland                | nicht teilgenommen |
| 1993 | Italien                 | 3. Platz           |
| 1995 | Österreich              | nicht teilgenommen |
| 1997 | Italien                 | nicht teilgenommen |
| 2000 | Deutschland             | 2. Platz           |
| 2001 | Deutschland             | Europameister      |
| 2005 | Schweden                | 2. Platz           |
| 2010 | Deutschland             | Europameister      |
| 2014 | Österreich              | Europameister      |
| 2018 | Finnland                | nicht teilgenommen |
| 2021 | Europa                  | nicht teilgenommen |
| 2023 | Europa                  | Sieger B-EM *)     |
| 2025 | Europa                  |                    |

### Teilnahmen an World Games
| 2005 in Deutschland | Goldmedaille   |
| 2017 in Polen       | Silbermedaille |